# 朱能
朱 能（しゅ のう、1370年 - 1406年）は、明初の将軍。字は士弘。濠州懐遠県の出身。父は朱亮。子は朱勇。

## 生涯
父の朱亮は洪武帝の重臣で多くの武功を挙げた人物である。父の死後、朱能は燕王に封じられた朱棣に仕え、洪武帝崩御後に発生した靖難の変では張玉らと共に、建文帝軍の李景隆や耿炳文らを破っている。1400年（建文2年）の東昌の戦いで張玉が戦死すると、朱棣を支える将軍となった。大きな存在であった張玉を失った朱棣軍は数に勝る皇帝軍に圧倒され、諸将の中には講和を唱える者も出たが、朱能は「かつて漢の劉邦は項羽に何度も負け続けたが、ただの一勝しただけで天下を取ったことをお忘れか」と諸将に戦争の継続を説得した。この説得に朱棣軍は鼓舞され、建文帝軍の盛庸・平安率いる大軍を破って1402年（建文4年）に南京を陥落させた。
その後朱棣は永楽帝として即位、朱能は存命している中で丘福に次ぐ功臣とされ、特進栄禄大夫と成国公を授位さられた。1406年（永楽4年）、永楽帝の命令でベトナム胡朝の胡季犛討伐のため出陣したが、途中太平で病没した。享年37。
高位にあっても驕らず財産を士卒に分け与えるなど、その人望は絶大だった。永楽帝からの信任も厚く、その早世に永楽帝は慟哭したと伝えられる。